# Gavrinis
La isla de Gavrinis (del francés: île de Gavrinis); en bretón: 'Gavriniz' es una pequeña isla de Bretaña (Francia), situada a 10 minutos en barco del puerto de la localidad de Larmor-Baden, en el golfo de Morbihan. Es una gran formación granítica de 750 m de longitud y 400 m de anchura, con una extensión de unas 30 hectáreas. No hay playas ni asentamientos humanos de ningún tipo. La isla está dividida en dos mitades: la zona sur pertenece al Consejo General de Morbihan y la zona norte es una propiedad privada. Gavrinis alberga un importante cairn (túmulo de piedras megalítico).
Etimológicamente, Gavrinis es un término compuesto derivado del bretón gavr (“cabra”) y enez (“isla”), es decir, «isla de la Cabra».

## Cairnde Gavrinis

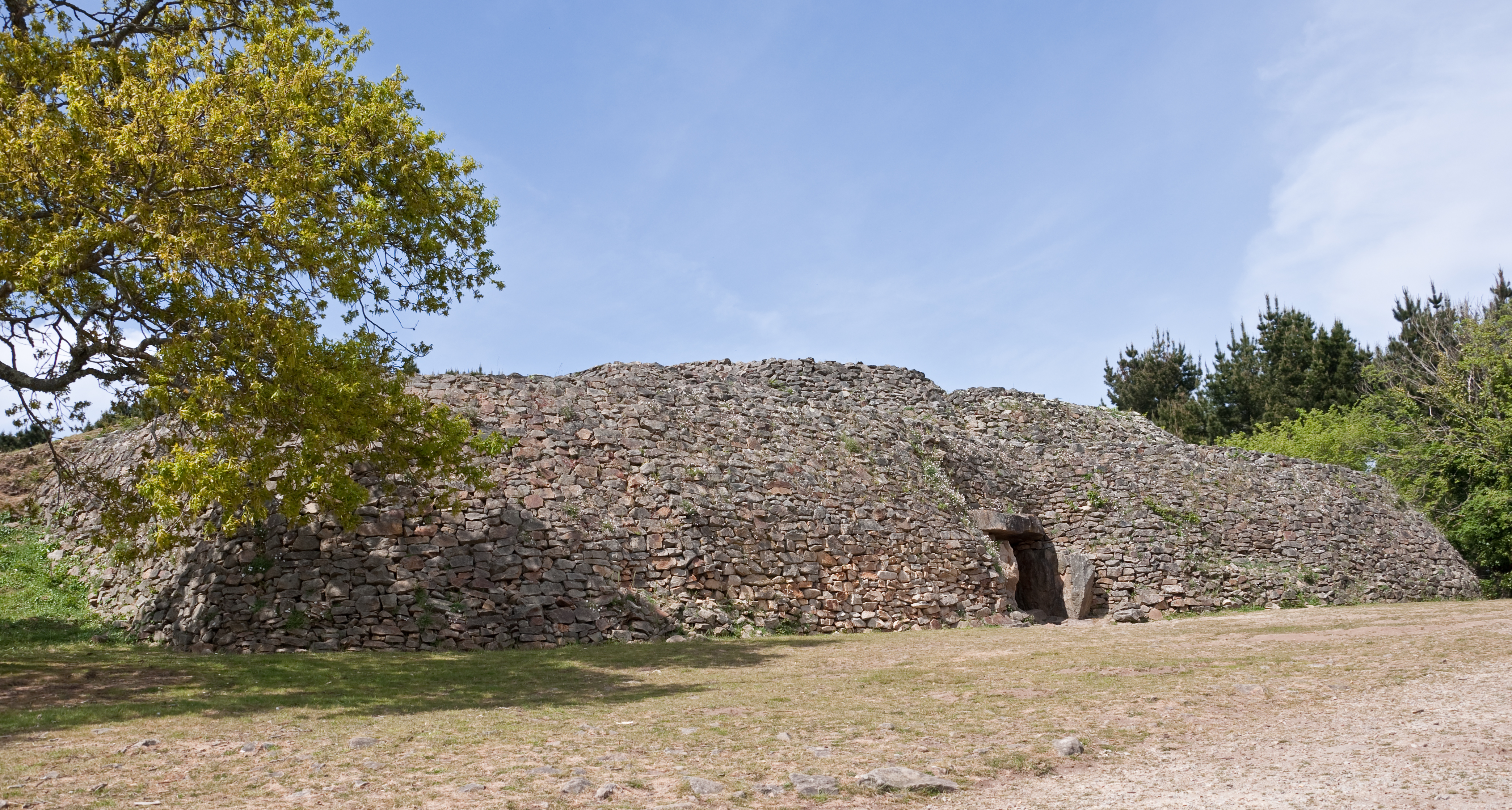
El cairn de Gavrinis.

En la zona sur de la isla se encuentra el cairn de Gavrinis. Fue construido hacia el 3500 a. C., una época en la que la isla todavía se encontraba unida al continente. El cairn tiene un diámetro de 50 m y una altura de 8 m. Su edificación es un ejemplo típico de la arquitectura neolítica realizada en piedra seca: unos muros de contención estructuran la masa de piedras dispuestas a modo de escamas alrededor del dolmen interior, formando un diseño de grandes escalones regulares. Como todas las construcciones megalíticas, Gavrinis debió estar destinado al culto de los muertos.
Está catalogado como monumento histórico de Francia.

### Dolmen

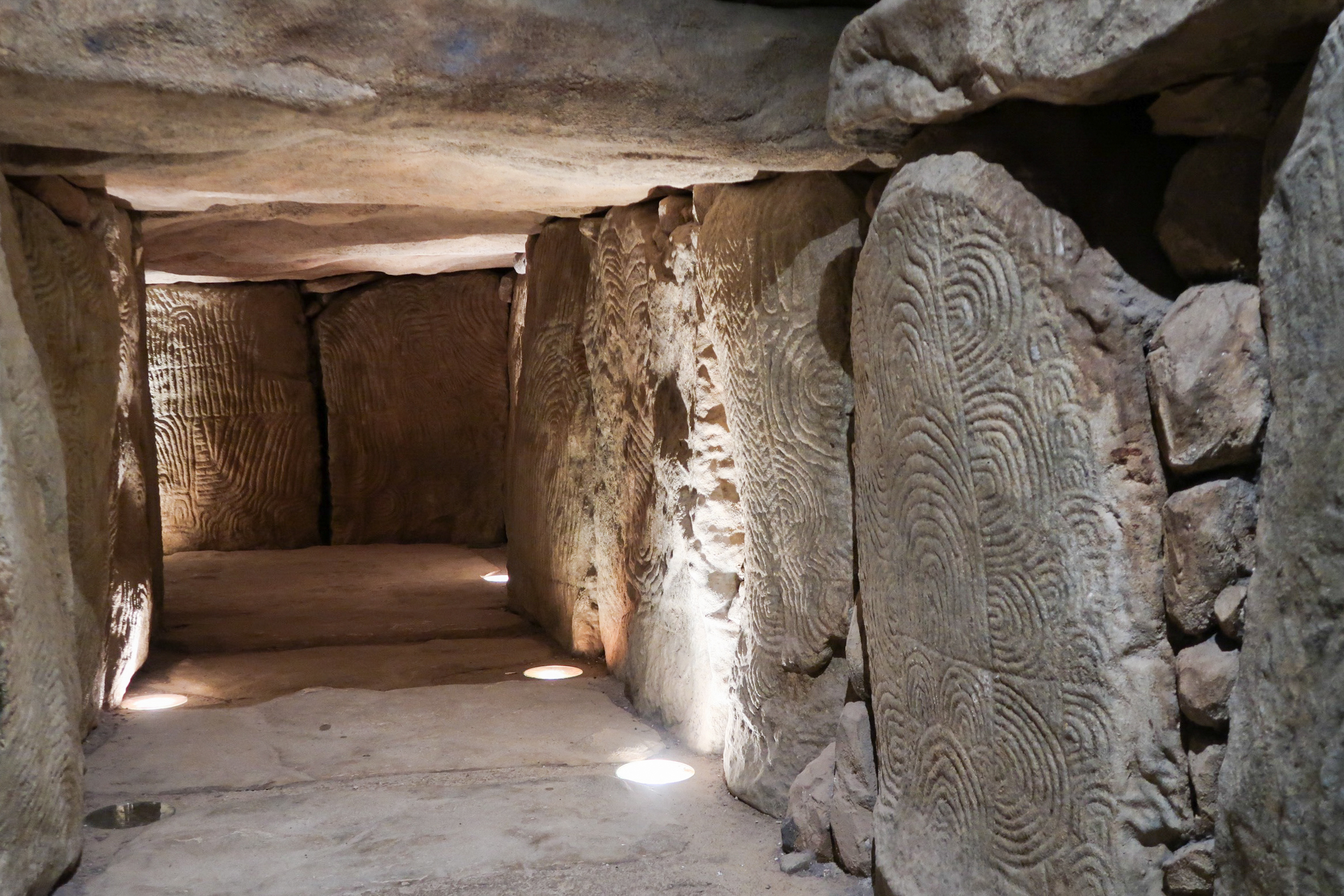
Corredor del cairn.

El cairn cubre un dolmen de cámara única y un corredor de 14 m de largo, 2 de alto y 1,5 m de ancho. Se enmarca en una categoría arquitectónica (dolmen de corredor y cámara simple) muy frecuente en Bretaña entre los años 4500 y 3000 a. C.
El suelo del corredor está completamente adoquinado con piedras planas. Termina en una cámara simple, casi cuadrada, de 2,5 m de lado y situada prácticamente en el centro del cairn. Una piedra a modo de umbral separa la cámara del corredor. La losa que cubre la cámara pesa 17 toneladas y mide 3,7 m de largo, 3,1 m de ancho y 0,8 m de grosor, y su cara superior muestra grabados que representan un gran yugo de 2,8 m y un bóvido de 2 m de longitud.
Se ha podido determinar que la losa de cobertura de la Table des Marchand en Locmariaquer, donde también aparece el grabado de un bóvido, está relacionada con la losa de Gavrinis. Igualmente lo está la losa de cobertura del dolmen del túmulo de Er Grah, situado también en Locmariaquer. Las tres losas, si se unieran nuevamente, constituirían un único menhir original con una altura de unos 14 m. Se cree que fue uno de los menhires que antaño se erguían junto al Grand Menhir Brisé ("Gran Menhir Caído") en Locmariaquer, reutilizado tras desplomarse fortuita o intencionadamente.
23 de las 29 losas verticales que forman las paredes del corredor están decoradas con grabados, en los que se distinguen una gran variedad de figuras: escudos, cruces, hachas, yugos, signos en “U”, serpientes y formas geométricas (arcos, espirales), una síntesis de los elementos utilizados por los artistas del megalitismo bretón. Cada losa decorada está completamente cubierta de grabados, lo que proporciona a las piedras el aspecto de gigantescas huellas digitales. Las excavaciones han revelado que ciertas losas tienen grabados también en el lado opuesto. Estos espléndidos motivos, así como el gran cuidado y destreza que sus autores aplicaron en la construcción del cairn, hacen que Gavrinis sea considerado uno de los monumentos megalíticos más bellos del mundo.
La losa n.º 18, en el lado izquierdo de la entrada a la cámara, muestra en su centro una cavidad dividida por dos “anillos” (dando la impresión de ser en realidad tres orificios circulares). Parece ser una anomalía geológica natural, obra de la erosión, pero trabajada posteriormente por la mano del hombre. Sin embargo, no es posible saber con exactitud si la losa fue escogida precisamente en razón de esa singularidad o no.

### Abandono
El cairn de Gavrinis dejó de utilizarse en torno al 3000 a. C. por razones desconocidas. Se tapió el acceso al interior con piedras y posteriormente se cubrió con arena, transformando así la estructura en un montículo cerrado.

## Er Lannic
A 500 m al sur de Gavrinis se encuentra el islote de Er Lannic (“La Pequeña Landa” en bretón), que alberga dos crómlecs o círculos de piedras. Cada círculo es tangente en relación con el otro. El círculo norte mide 65 m de diámetro y sus piedras tienen una altura que varía de 2 a 4,5 m. Sólo la parte septentrional del círculo es visible, quedando el resto oculto bajo las aguas. El círculo sur se abre en forma de herradura hacia el este, tiene un diámetro de 61 m y está completamente sumergido. Durante unas excavaciones llevadas a cabo por Zacharie Le Rouzic en la década de 1920 se halló debajo de cada menhir una cista enterrada que contenía carbón vegetal, huesos animales, piedras de sílex trabajadas, alfarería y un conjunto de hachas pulidas. Dos de los menhires presentan grabados que representan hachas y un yugo, y otro muestra nueve orificios circulares cóncavos (cupmarks).
Dos piedras solitarias, cubiertas por el agua, yacen desplomadas a 50 m al este y 90 m al oeste, respectivamente, del círculo norte. Las dos piedras forman una línea tangente al extremo septentrional del círculo, donde se encuentra la piedra más grande del mismo. En la parte meridional del círculo sumergido hay un gran menhir, llamado “piedra del herrero” por los pescadores, equivalente a la piedra mayor del círculo norte. Algunos ven en estas pautas geométricas un sistema de líneas cardinales con alguna finalidad astronómica, quizá relacionada con los ciclos lunares, pero lo cierto es que no hay ninguna prueba concluyente que respalde estas teorías. 
En la época en que los crómlecs fueron construidos, Er Lannic formaba una colina al pie de la cual discurría un río. Más tarde el nivel del mar subió, proporcionando a Er Lannic, Gavrinis y otros lugares de la región su aspecto actual. Los crómlecs fueron erigidos en torno al 3500 a. C., pero la ocupación humana del lugar se remonta más atrás, al 4000 a. C.
Er Lannic es actualmente un santuario de aves marinas y no puede ser visitado.